# Liste der denkmalgeschützten Objekte in Zell am Moos
Die Liste der denkmalgeschützten Objekte in Zell am Moos enthält die 6 denkmalgeschützten, unbeweglichen Objekte der oberösterreichischen Gemeinde Zell am Moos.

## Denkmäler
| Foto |                 | Denkmal                                                                           | Standort                                              | Beschreibung | Metadaten |
| ---- | --------------- | --------------------------------------------------------------------------------- | ----------------------------------------------------- | --- | --- |
| ja   | Datei hochladen | Brandstätter-Kapelle HERIS-ID: 46110 Objekt-ID: 47773                             | bei Brandstatt 66 Standort KG: Zell am Moos           | | BDA-Hist.: Q38019301 Status: Bescheid Stand der BDA-Liste: 2025-06-30 Name: Brandstätter-Kapelle GstNr.: .116                                                          |
| ja   | Datei hochladen | Hofkapelle, Lindenbauer-Kapelle HERIS-ID: 100664 Objekt-ID: 116930                | bei Harpoint 1 Standort KG: Zell am Moos              | Die Kapelle wurde zwischen 1820 und 1830 erbaut und ist heute im Besitz der Gemeinde Zell am Moos. Nach einem Brand 1885 wurde sie aus den originalen Reststeinen wieder aufgebaut.                   | BDA-Hist.: Q37785125 Status: § 2a Stand der BDA-Liste: 2025-06-30 Name: Hofkapelle, Lindenbauer-Kapelle GstNr.: 2083/5                                                 |
| ja   | Datei hochladen | Nischenkapelle, Kriegerdenkmal HERIS-ID: 95296 Objekt-ID: 110610                  | Kirchenplatz 6, in der Nähe Standort KG: Zell am Moos | Das Kriegerdenkmal zu Ehren der Gefallenen der beiden Weltkriege fällt durch ein markantes Schmiedeeisengitter aus dem Jahre 1681 auf. Es schützt eine in einer Nische befindliche Kreuzigungsgruppe. | BDA-Hist.: Q37766018 Status: § 2a Stand der BDA-Liste: 2025-06-30 Name: Nischenkapelle, Kriegerdenkmal GstNr.: 2122/1 Kriegerdenkmal Zell am Moos                      |
| ja   | Datei hochladen | Kath. Pfarrkirche Mariä Himmelfahrt mit Friedhof HERIS-ID: 52724 Objekt-ID: 60285 | Kirchenplatz Standort KG: Zell am Moos                | Eine spätgotische, einschiffige Kirche. 1672 erfolgte ein teilweiser Umbau. Der Marmorhochaltar entstand gegen Ende des 18. Jahrhunderts.                                                             | BDA-Hist.: Q26252461 Status: § 2a Stand der BDA-Liste: 2025-06-30 Name: Kath. Pfarrkirche Mariä Himmelfahrt mit Friedhof GstNr.: .1, 25, 22/7 Pfarrkirche Zell am Moos |
| ja   | Datei hochladen | Gemeindeamt HERIS-ID: 95298 Objekt-ID: 110613                                     | Kirchenplatz 1 Standort KG: Zell am Moos              | | BDA-Hist.: Q37766027 Status: § 2a Stand der BDA-Liste: 2025-06-30 Name: Gemeindeamt GstNr.: .284 Gemeindeamt Zell am Moos                                              |
| ja   | Datei hochladen | Pfarrhof HERIS-ID: 52723 Objekt-ID: 60283                                         | Pfarrweg 1 Standort KG: Zell am Moos                  | | BDA-Hist.: Q38053752 Status: § 2a Stand der BDA-Liste: 2025-06-30 Name: Pfarrhof GstNr.: .2                                                                            |